# .338-378 Weatherby Magnum

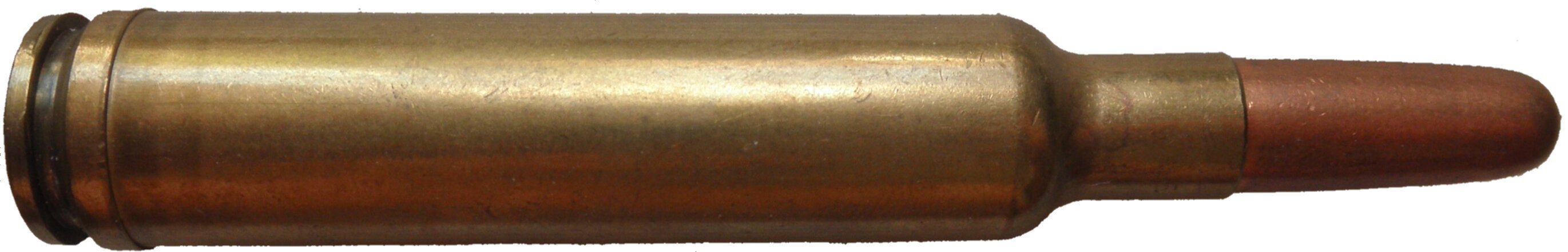
Imagen del cartucho en posición horizontal.

El .338-378 Weatherby Magnum desarrollado a partir del .338-378 Keith-Thomson Magnum, desarrollado a principios de la década de los años 1960 por Elmer Keith  y R.W. "Bob" Thomson, fue añadido a la línea de cartuchos Weatherby en 1998, aumentándosele 1/4 de pulgada al casquillo ya se pensaba que la pólvora H4831 usada en esa época deflagraría más eficientemente en un casquillo más corto. .
El .338-378 Weatherby Magnum  parte del casquillo del .378 Weatherby Magnum, al que se le ha ajustado el cuello para alojar una bala de 8.59 mm (.338 pulgadas), permitiéndole cargar una capacidad de aproximadamente 8.1 g (125 gr) de pólvora. Las balas comercialmente disponibles para el .338-378 Weatherby Magnum varían desde: 11.7 gramos (180 granos) a 19.4 gramos (300 granos). 
La munición comercial con proyectiles de 250 granos generan una velocidad de salida de 3060 pies por segundo de la boca del cañón y una energía de 5196 libras pie, manteniendo a 500 yardas (457 metros) una velocidad de 2125 pies por segundo y una energía de 3391 lb.pie, características que lo posicionan como una excelente cartucho para tiros largos a animales grandes. 
El .338-378 Weatherby Magnum es apropiado para cazar todo tipo de presas en Norteamérica, Europa y Asia, resultando adecuado para la caza de cérvidos grandes como el alce, y el oso pardo. En África, el 338-378 Weatherby Magnum es apropiado tanto para cazar antílopes como animales más grandes, pero debido a las restricciones de algunos países no puede ser usado para la caza de animales peligrosos como el búfalo del Cabo.
El cartucho finlandés .338 Lapua Magnum (.338 LM), introducido en 1989, el .338 Remington Ultra Magnum (.338 RUM), introducido en el año 2000 y el sueco .338 Norma Magnum (.338 NM)  son probablemente los cartuchos comercialmente disponibles, más similares al .338-378 Weatherby Magnum. 